# Резьбовой напильник

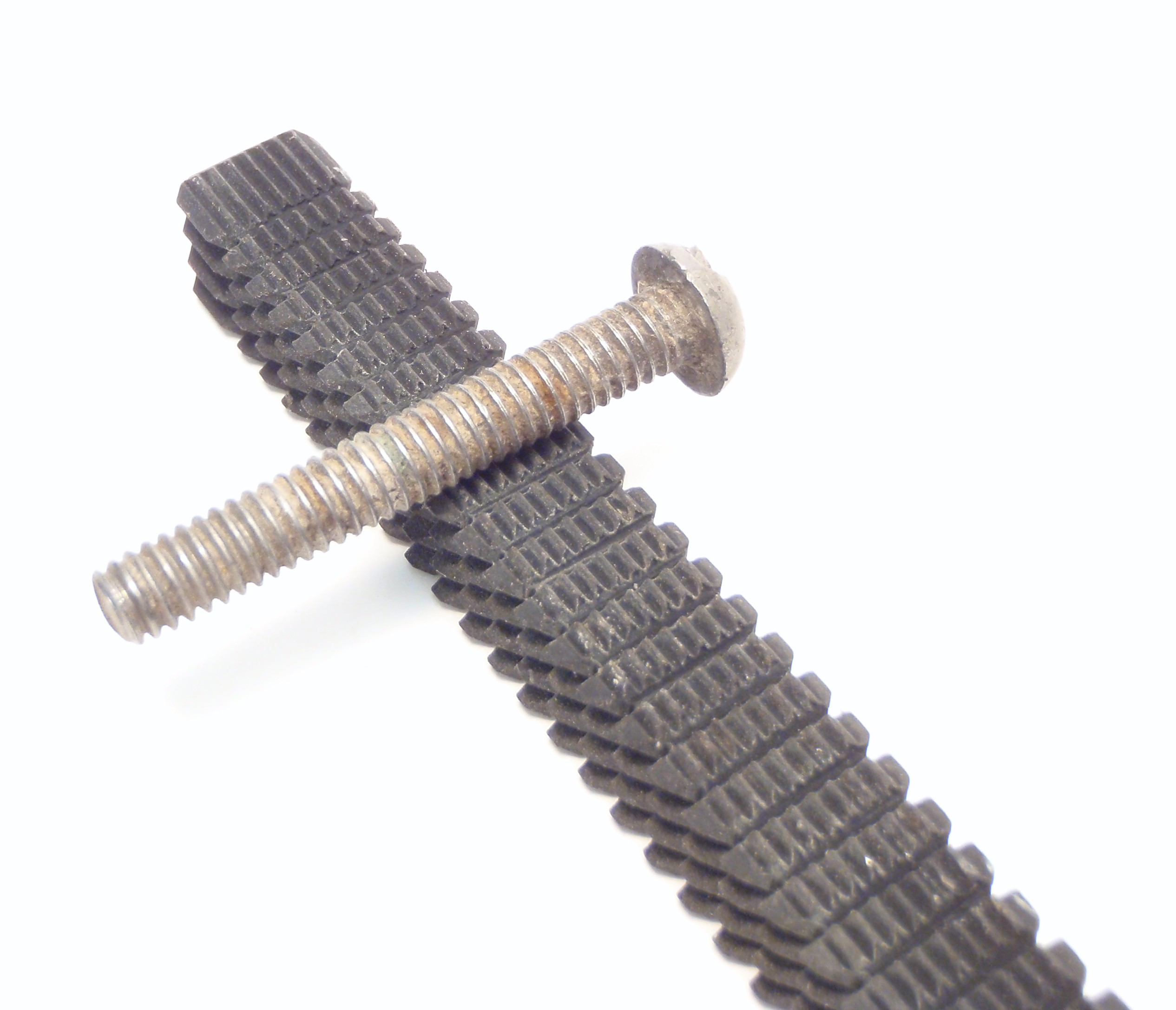
Поверхность резьбового напильника

Резьбовой напильник — ручной слесарный инструмент для восстановления резьбы, предназначенный для очистки и правки нитей резьбы на наружных и внутренних поверхностях деталей, таких как валы, оси, гайки. Применяется при повреждениях (смятие, заусенцы) резьбы на деталях, когда использование станков, резьбонарезного инструмента (метчики, плашки) затруднено или слишком дорого. Для ремонта резьбы на недорогих стандартных крепежных элементах, вроде болтов и гаек, не применяется, они просто заменяются новыми.
Часто инструмент похож на четырёхгранный напильник, на сторонах которого нанесены засечки с различными шагами резьбы, чаще всего с последовательным диапазоном шагов; шаги резьбы на разных концах напильника отличаются, один напильник тем самым обычно позволяет править до 8 шагов резьбы.

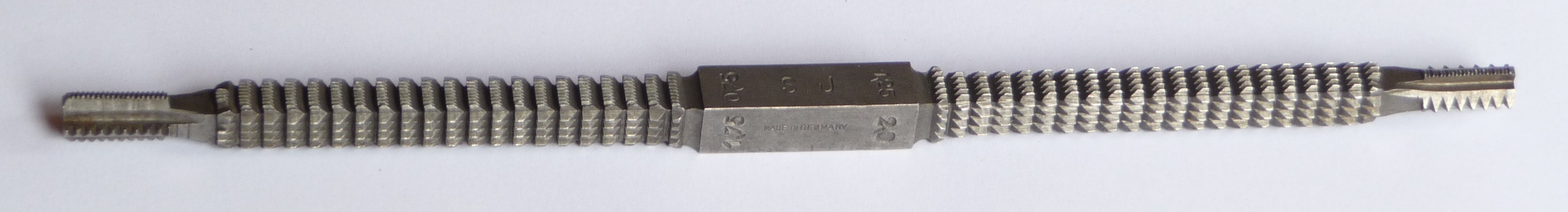
Резьбовой напильник с шагом резьбы от 0,75 до 3 мм

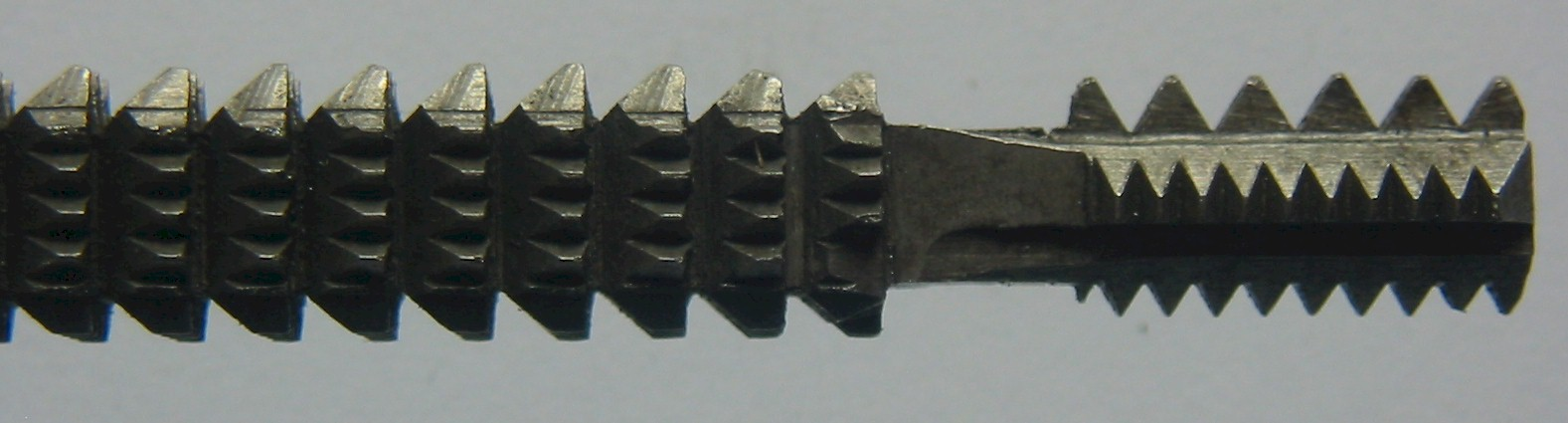